# Cornelis Hofstede de Groot
Cornelis Hofstede de Groot (Dwingeloo, 9 november 1863 - 's-Gravenhage, 14 april 1930) was kunsthistoricus, verzamelaar en specialist op het gebied van schilderijen uit de Gouden Eeuw, in het bijzonder die van Rembrandt.
Hofstede de Groot schreef het tiendelige Beschreibendes kritisches Verzeichnis der Werke der hervorragendsten Holländischen Mahler des XVII. Jahrhunderts (1907-1928). Hij was tevens auteur van talrijke artikelen over dit onderwerp en werd bij herhaling als deskundige geraadpleegd. Zijn reputatie raakte beschadigd door het verkeerd beoordelen van een Frans Hals die achteraf van meestervervalser Han van Meegeren bleek te zijn.
De documentatie die hij in de loop van zijn onderzoek verzamelde werd de basis voor het Rijksbureau voor Kunsthistorische Documentatie, de documentatiedienst gespecialiseerd in kunstgeschiedenis (Den Haag).
Hofstede de Groot verzamelde een collectie schilderijen en tekeningen die thans bewaard worden in verscheidene musea in Nederland, waaronder het Groninger Museum.
In de stad Groningen is de Dr. C. Hofstede de Grootkade naar hem genoemd.

## Jeugd en onderwijs
Hofstede de Groot kwam uit een  familie die de Nederlandse Hervormde Kerk was toegedaan. Hij was de eerste zoon van Cornelis Philippus Hofstede de Groot (1829-1884) en Catharina Dorothea Star Numan, een telg uit het geslacht Numan. Zijn vader was predikant, zijn grootvader een invloedrijke theoloog, die grondlegger was van de zogenaamde Groninger Richting. Deze godsdienstige omgeving hield qua opvattingen en geloofsbeleving het midden tussen steile orthodoxie en het vanaf 1860 snel oprukkende vrijzinnige of moderne theologische denken.
Vanaf september 1876 bezocht hij het gymnasium in Kampen. Twee jaar later werd zijn vader benoemd tot hoogleraar in de theologie in Groningen en zette de jonge Cornelis zijn gymnasiumstudie aldaar voort. Hij leed aan ademhalingsproblemen en werd in verband daarmee naar de kustplaats Arcachon in Zuidwest-Frankrijk gezonden. Daar bezocht hij het Lycee Saint Elmo. Vervolgens werd hem de gelegenheid gegeven verschillende steden in Duitsland te bezoeken; in Coburg deed hij zijn eindexamen. Deze buitenlandse omzwervingen bleken van grote betekenis voor zijn latere roeping.
Hofstede de Groot ging kunstgeschiedenis studeren in Leipzig bij professor Anton Springer (1825-1891). In 1884 overleed zijn vader en was hij gedwongen om naar Groningen terug te keren. Daar vond zijn familie dat hij beter letterkunde kon gaan studeren, omdat kunstgeschiedenis een te onzekere toekomst bood. Hij ging naar Leiden en rondde daar een studie letterkunde af.
Na afloop van zijn studie, in 1889 toen hij 26 was, keerde hij naar Leipzig terug om zijn onderbroken studie daar af te maken. Hij voerde in die tijd een briefwisseling met kunsthistoricus Abraham Bredius (1855-1946), die hem aanmoedigde om zich te specialiseren in de schilderkunst van de Nederlandse zeventiende eeuw. In 1891 werd zijn studie bekroond met een doctoraat in de kunstgeschiedenis.

## Carrière en publicaties
In 1891 nodigde Bredius, die toen directeur van het Mauritshuis was, hem uit om hem bij zijn werk te assisteren. Hun samenwerking leidde in 1895 tot de publicatie van een catalogus van de museumcollectie. In 1896 ging Hofstede de Groot naar het Rijksprentenkabinet in Amsterdam, maar nam na twee jaar weer ontslag ten gevolge van een ernstig meningsverschil met zijn voorganger Johan van der Kellen (1831-1906).
Vanaf dat moment vestigde Hofstede de Groot zich in Amsterdam als kunsthistoricus, onafhankelijk onderzoeker en specialist, en verdiende zijn brood als uitgever en expert in zijn vakgebied. Hij publiceerde in gerenommeerde tijdschriften als Oud-Holland en het Repertorium für Kunstwissenschaft en werkte aan het monumentale Biografisch Woordenboek van Ulrich Thieme en Felix Becker, de Allgemeines Lexikon der bildenden Künstler met meer dan zeventig biografieën van Nederlandse schilders.
Hij maakte reizen in Europa om particuliere en openbare collecties van Nederlandse kunst te bestuderen. In 1897 begon hij in samenwerking met de directeur van het museum van Berlijn, Wilhelm von Bode, een studie die uitmondde in een serie van acht delen, gewijd aan de schilderijen van Rembrandt. In 1906, het driehonderdste geboortejaar van de kunstenaar, publiceerde hij Die Urkunden über Rembrandt en stelde de eerste catalogus van de tekeningen van de meester op. In datzelfde jaar werd hij, samen met de andere Rembrandt-specialisten – Wilhelm von Bode, Abraham Bredius, Jan Veth en Emile Michel – benoemd tot doctor honoris causa van de Universiteit van Amsterdam.
In 1907 begon hij met de publicatie zijn belangrijkste werk, de Beschreibendes kritisches Verzeichnis der Werke der hervorragendsten Holländischen Mahler des XVII. Jahrhunderts, welke publicatie tot 1928 zou worden voortgezet en in totaal tien delen zou omvatten.
Aan het eind van het eerste decennium verhuisde Hofstede de Groot naar Philadelphia in de Verenigde Staten waar hij samen met anderen expertise zou verrichten ten aanzien van de schilderijen van de miljonair-verzamelaar Peter Widener (1834/6-1915). Deze verzamelaar had 80 werken van voornamelijk Nederlandse meesters gekocht, maar had het vermoeden dat een deel hiervan vals zou kunnen zijn.

## Het Portret van Elisabeth Bas
In 1911 ontstond er een controverse tussen Hofstede de Groot en Abraham Bredius over de toewijzing van het Portret van Elisabeth Bas in het Rijksmuseum in Amsterdam. Bredius was ervan overtuigd dat het werk moest worden toegeschreven aan Ferdinand Bol, een leerling van Rembrandt, maar Hofstede de Groot dacht dat het werk van Rembrandt zelf was. Het debat tussen de twee mannen werd onaangenaam. Naar aanleiding van deze ruzie zou Bredius een wrok tegen Hofstede de Groot blijven koesteren. Het betreffende schilderij wordt thans door het Rijksmuseum als een werk van Ferdinand Bol beschouwd.
Naast zijn werk als redacteur en onderzoeker had Hofstede de Groot verschillende andere verantwoordelijkheden. In 1916 werd hij lid van de Rijksmonumentencommissie en werkte aan de totstandkoming van een voorlopige lijst van monumenten voor Nederland. Hij nam ook deel aan de ontwikkeling en het beheer van musea, als lid van diverse adviescommissies. De starheid van zijn karakter veroorzaakte echter vaak moeilijkheden met mensen met wie hij verplicht was te werken. Toen in 1919 de Rijkscommissie Voor het Museumwezen gesticht werd, werd Hofstede de Groot de eerste secretaris van deze commissie. Maar zijn onvermogen om met moderne concepten met betrekking tot de kunst om te gaan leidde bijna onmiddellijk tot zijn aftreden.

## De echtheid van een Rembrandt en de valsheid van een Frans Hals
Als specialist in Rembrandt werd Hofstede de Groot betrokken in het debat over de echtheid van de werken van de meester. Na de publicatie van een controversiële studie van Wilhelm Valentiner, Wiedergefundene Gemälde, in 1921, verdedigde Hofstede de Groot het aantal van 690 authentieke Rembrandts terwijl Bredius het op 630 hield. Zijn opvattingen en de manier waarop Hofstede de Groot zich verdedigde in brochures, tijdschriften en kranten waren vaak heftig en irrationeel. Hij weigerde dan ook maar een duim van zijn standpunt af te wijken, recht tegen de argumenten van andere experts in.
Een ernstige discussie ontstond er over de echtheid van een paneel getiteld de Lachende Cavalier dat door Hofstede de Groot aan Frans Hals toegeschreven was. De galerie Fred. Muller & Co had het paneel in 1923 gekocht van een ingenieur De Haas nadat het door Hofstede de Groot tot een authentieke Frans Hals verklaard was. Er ontstond een rechtszaak nadat een chemische analyse uitwees dat er pigmenten en onderdelen gebruikt waren die niet uit de zeventiende eeuw konden stammen. Hofstede de Groot kocht het stuk toen zelf omdat hij ervan overtuigd was dat het om een echte Frans Hals ging en hij een schandaal wilde vermijden. In een uitvoerige brochure Echt of Onecht? verweerde hij zich en trachtte aan te tonen dat deze materialen het gevolg van latere restauraties waren geweest. Thans wordt algemeen aangenomen dat dit paneel een van eerste vervalsingen van Han van Meegeren is geweest.
Zonder ooit opgehouden te hebben te publiceren, overleed Cornelis Hofstede de Groot op 14 april 1930 in Den Haag. Hij is nooit getrouwd geweest.

## De Catalogus en het belang ervan
Het belang van Hofstede de Groot is voornamelijk gebaseerd op zijn systematische ordening van de werken van de Nederlandse schilders uit de zeventiende eeuw. Dit werk werd grotendeels gepubliceerd in zijn indrukwekkende Catalogue Raisonné in tien delen. Het was in feite een evaluatie van het werk van John Smith – gepubliceerd van 1829 tot 1842 – Catalogue Raisonné van de werken van de meest vooraanstaande Nederlandse, Vlaamse en Franse schilders. Hofstede de Groot koos er echter voor om niet de structuur van de catalogus van Smith te volgen en verving Vlaamse schilders door Nederlandse schilders die Smith niet vermeld had (met inbegrip van Frans Hals en Vermeer). Dit boek – evenals honderden artikelen van Hofstede de Groot over de schilderkunst van de Nederlandse Gouden Eeuw – is weliswaar gedateerd, maar is nog steeds een onmisbaar referentiekader voor verder onderzoek op dit gebied.

## Kritiek op zijn werk
Vanuit een methodologisch perspectief was Hofstede de Groot sterk afhankelijk van zijn stilistische analyse en visuele intuïtie. Volgens Horst Gerson, assistent van Hofstede de Groot in 1928, nam Hofstede de Groot zijn stilistische beslissingen vaak ten koste van de iconografie.

## Het lot van zijn documentatie
Aan het eind van zijn leven had Hofstede de Groot een grote collectie opgebouwd van foto's en reproducties van kunstwerken, van documenten, en van duizenden catalogi van musea, tentoonstellingen en veilingen. Deze collectie was (en is nog) beschikbaar voor studenten en onderzoekers. In 1926 schonk hij dit belangrijke archief aan de Nederlandse Staat. Het werd de basis voor de collectie van het Rijksbureau voor Kunsthistorische Documentatie in Den Haag, dat zijn deuren in 1932 opende.

## Het lot van zijn kunstverzameling
In 1906 doneerde Hofstede de Groot 65 tekeningen van Rembrandt uit zijn persoonlijke bezit aan het Rijksprentenkabinet in Amsterdam. In 1914 schonk hij veel van zijn schilderijen en tekeningen aan de stad Groningen, waar deze werken zijn nu nog in het Groninger Museum te zien zijn. De collectie omvatte schilderijen van Rubens, Carel Fabritius, Willem Kalf, Ludolph De Jong, Jacob Jordaens, Michael Sweerts en tekeningen van Rembrandt, Albert Cuyp, Jan van Goyen, Philips Koninck en Jacob van Ruisdael. Maar ook de door hem nagelaten Frans Halsvervalsing door Van Meegeren, De vergenoegde Roker, kwam in het Groninger museum terecht.